# Алберт Ото II фон Золмс-Лаубах
Алберт (Албрехт) Ото II фон Золмс-Лаубах (на немски: Albert (Albrecht) Otto II zu Solms-Laubach; * 20 юни 1610 в Лаубах; † 6 септември 1639 в Лаубах) е граф на Золмс-Лаубах.

## Произход
Той е единственият син на граф Алберт Ото I фон Золмс-Лаубах (1576 – 1610) и принцеса Анна фон Хесен-Дармщат (1583 – 1631), дъщеря на ландграф Георг I фон Хесен-Дармщат.
Внук е на граф Йохан Георг I фон Золмс-Лаубах (1546 – 1600) и Маргарета фон Шьонбург-Глаухау (1554 – 1606). По-малък брат е на Маргарета (1604 – 1648), омъжена 1623 г. за граф Хайнрих Фолрад фон Щолберг-Ортенберг (1590 – 1641), на Елеонора (1605 – 1633), омъжена 1627 г. за маркграф Фридрих V фон Баден-Дурлах (1594 – 1659) и на Христиана (1607 – 1638), омъжена 1632 г. за граф Емих XIII фон Лайнинген-Дагсбург-Фалкенбург-Хайдесхайм (1612 – 1657).

## Фамилия
Алберт Ото II се жени на (10) 11 септември 1631 г. в Лаубах за графиня Катарина Юлиана фон Ханау-Мюнценберг (* 17 март 1604 в Щайнау; † 28 декември 1688 в Лаунах), дъщеря на граф Филип Лудвиг II фон Ханау-Мюнценберг (1576 – 1612) и Катарина Белгика фон Насау (1578 – 1648), дъщеря на Вилхелм Орански. Те имат децата:
- Густав Вилхелм (* 8 юни 1632; † 17 декември 1632)
- Карл Ото фон Золмс-Лаубах (1633 – 1676), граф на Золмс-Лаубах, от 1649 г. господар на Рьоделхайм, женен на 1 февруари 1654 г. за графиня Амьона Елизабет фон Бентхайм-Щайнфурт (1623 – 1701 – 1702)
- Елизабет Албертина (1631 – 1693), омъжена на 25 юли 1671 г. за княз Вилхелм фон Анхалт-Харцгероде (1643 – 1709), син на княз Фридрих фон Анхалт-Бернбург-Харцгероде (1613 – 1670)